# 下营藏族乡
下营藏族乡是中华人民共和国青海省海东市乐都区下辖的一个民族乡。

## 行政区划
下营藏族乡下辖以下村级行政区划单位：
下营村、白土庄村、坑坑村、上营村、塔春村、茶龙村、祝家村、堡子村、卡金门村和大庄村。